# 양적유전학
양적유전학(量的遺傳學, 영어: quantitative genetics)은 다수의 미소효과를 갖는 유전자 또는 환경이 양적 성격을 갖고 있는 형질에 어떠한 영향을 미치는지 연구하는 집단유전학(集團遺傳學)의 한 분야이다. 현재 연구 성과는 각 유전 형질이 어떠한 직접적인 효과를 나타나게 하는지 크게 연구된 바가 없기에, 특정 염기 및 염기 서열 연속성의 수량적 분석에 집중하는 유전학이 바로 양적유전학인 것이다. 이러한 연구는 특정 유전 형질에 의한 발현 성격이, 해당 유전 형질을 구성하는 염기의 양적인 측면과 깊게 연관을 갖고 있기 때문이다. 즉, 수량적 측면에서 연속성은 형질 발현성을 결정하는 핵심 변수 중 하나이다.

## 양적 유전
양적 유전(quantitative inheritance)이란 양적인 측면이 발현의 일반성을 규정하는 유전 형질을 의미한다. 이미 생물체가 갖고 있는 대부분의 특성은 양적 유전의 성격을 기본적으로 갖추고 있다. 그것에는 신장 크기, 피부의 색, 지능, 수명이 있다. 이 유전 형질을 구성하는 유전자는 스웨덴의 Nilsson-Ehle(1909)이 제창한 동의유전자설에 따르면, 대체적으로 이중(二重)된 동의유전자(multiple gene, 同義遺傳子)에 속한다. 이 유전자는 곧 복합군유전자(polygene)를 형성한다.

## 같이 보기
- 로널드 피셔